# کریستوفر رایس
کریستوفر رایس (انگلیسی: Christopher Rice؛ زادهٔ ۱۱ مارس ۱۹۷۸) مؤلف اهل ایالات متحده آمریکا است.
وی همچنین برندهٔ جوایزی همچون جایزه ادبی لامدا شده‌است.